# NICER
De Neutron star Interior Composition Explorer (NICER), wat zoveel betekent als 'onderzoeksapparaat naar de inwendige samenstelling van neutronensterren', is een telescoop van NASA die bevestigd is op het Internationaal ruimtestation (ISS). Het is ontworpen voor en toegewijd aan het onderzoek naar de uitzonderlijke elektromagnetische, gravitationele en kernfysische omstandigheden die bestaan in neutronensterren. In deze opmerkelijke toestand heeft zogeheten 'ontaarde materie' de ongelooflijke dichtheid van atoomkernen. De telescoop maakt onderdeel uit van het 'Explorers' (Ontdekkers) programma. Met deze apparatuur kan men thermische en non-thermische straling van neutronensterren in de zachte radius van 0,2 tot 12 keV in het röntgenbereik bestuderen, met nooit eerder vertoonde precisie. Men bestudeerd zo de interne structuur, de oorsprong van dynamische verschijnselen en de mechanismen die ten grondslag liggen aan een van de meeste krachtige kosmische deeltjesversnellers die ons bekend zijn. Met het activeren van tijdsgevoelige en spectroscopische röntgenapparatuur na de lancering heeft NICER deze doelen bereikt. Het was in april 2013 dat NASA tot de constructie van de telescoop besloot.
De missie NICER-SEXTANT gebruikt hetzelfde instrument om met röntgentiming positionering en navigatie te testen en met het MXS apparaat heeft men röntgen getimede communicatie kunnen testen. In januari 2018 heeft men ook röntgennavigatie succesvol aan kunnen tonen met de NICER telescoop op het ISS.

## Lancering

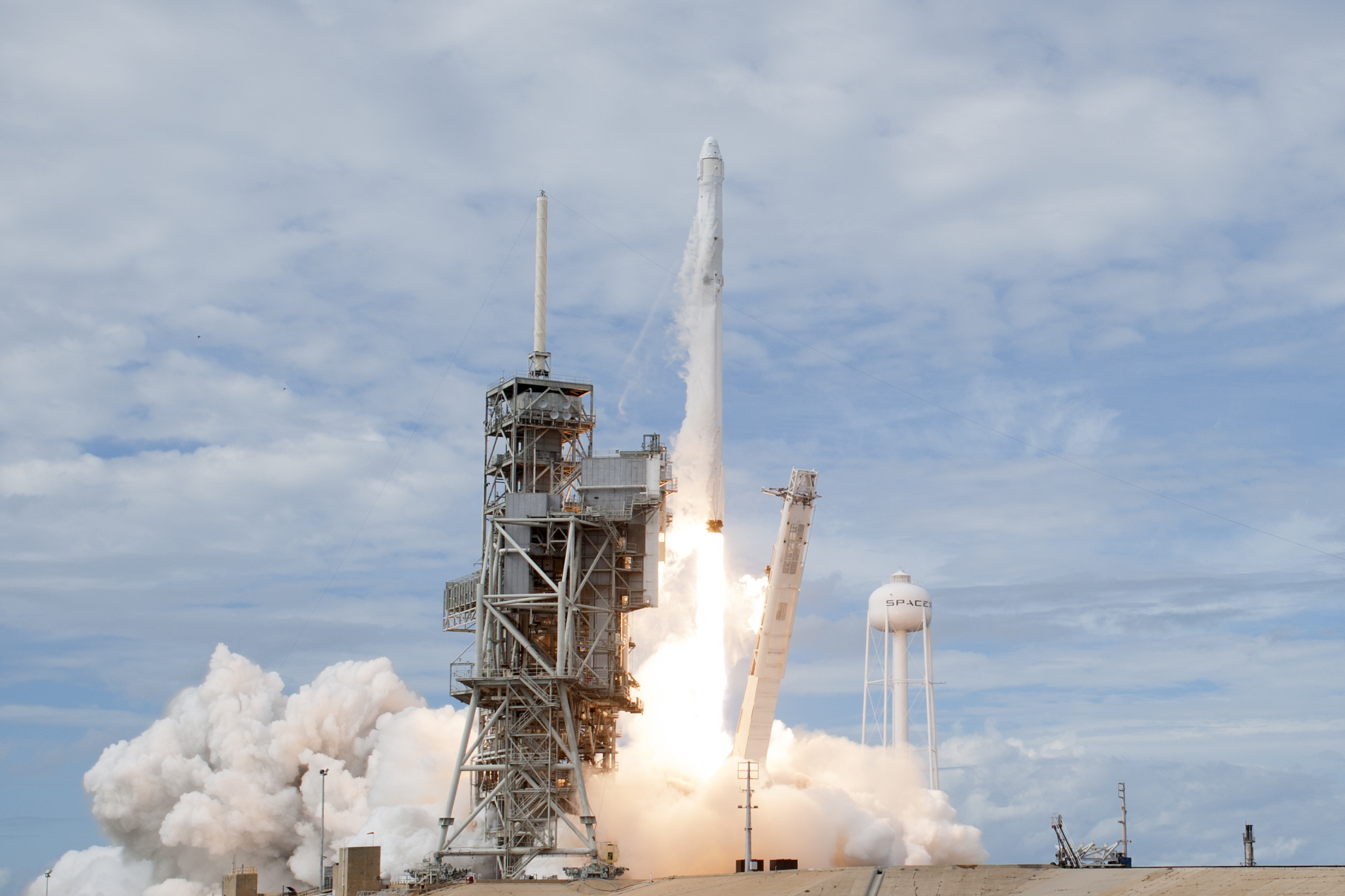
Het moment van lancering met de Falcon 9.

Een robotarm laadt de NICER telescoop uit in de ruimte.

In mei 2015 was NICER er klaar voor om in 2016 te worden gelanceerd, na het zogeheten 'critical design review' van de Amerikaanse overheid te hebben doorstaan en een probleem te hebben opgelost met het energienetwerk van het ISS. Echter kwam er met het jammerlijke verlies van CRS-7 vertraging van enkele maanden in de planning van veel toekomstige missies, zo ook voor NICER. De lancering vond eindelijk plaats op 3 juni 2017. Dit gebeurde met de CRS-11 missie en met een Falcon 9 Full Thrust raket.

## Wetenschappelijk instrumentarium

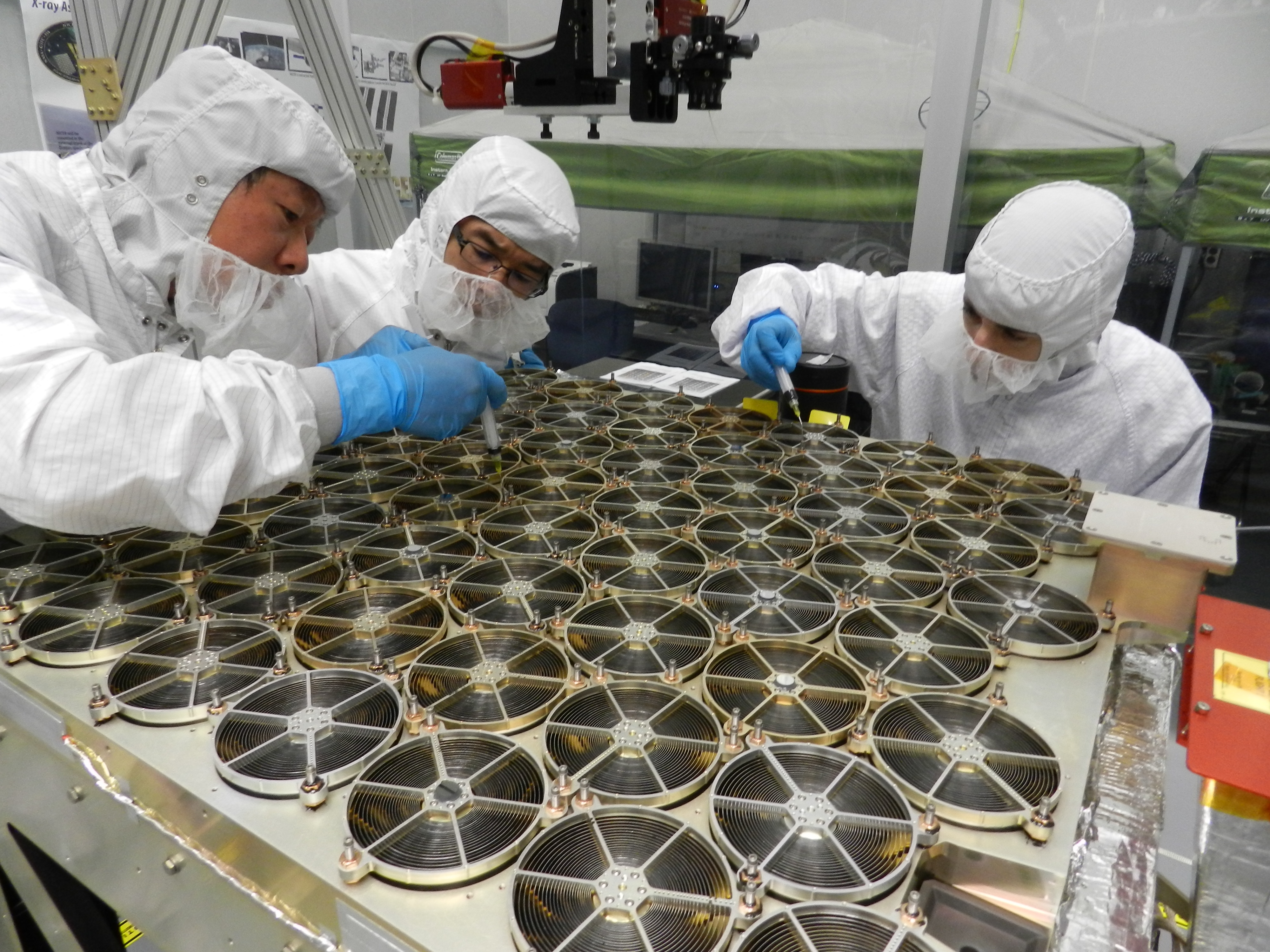
NICER nog tijdens het constructieproces.

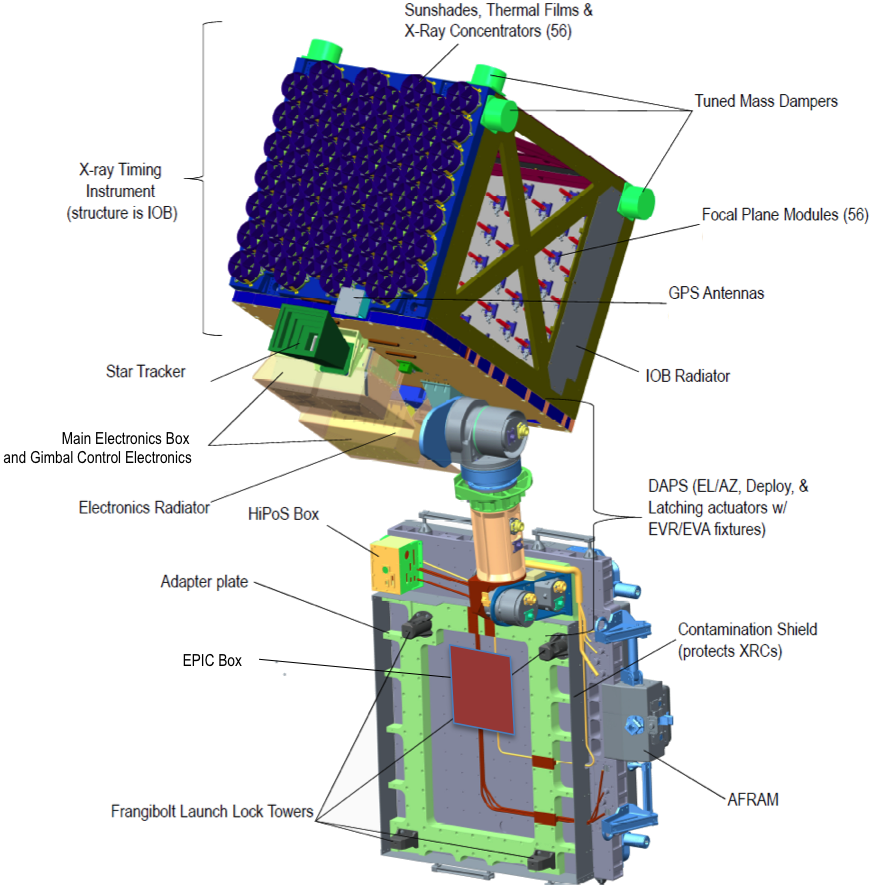
Een overzicht van de onderdelen van NICER.

De belangrijkste wetenschappelijke meetapparatuur van de NICER is het 'X-ray Timing Instrument' of XTI: 
een serie van 56 fotondetectoren in het röntgenbereik (zie foto rechts). Deze detectoren registreren de energie van de verzamelde fotonen evenals het moment van ontvangst. Röntgenfotonen kunnen zo getimed worden met een precisie van minder dan 300 nanoseconden.
Tijdens iedere omloop van het ISS zal NICER twee tot vier bronnen observeren. Tijdens de periode van 18 maanden zal NICER aan meer dan 15 miljoen seconden observaties doen.

## Röntgennavigatie en communicatie experimenten
Het SEXTANT project (Station Explorer for X-ray Timing and Navigation) is een verrijking op de NICER missie 
en heeft succesvol een technologische vooruitgang gedemonstreerd. Met röntgenstraling van nabije pulsars hoopt men namelijk in de toekomst tijdens ruimtemissies in het zonnestelsel en daarbuiten te kunnen navigeren, zoals hier op aarde men met gps dat kan. Met het SEXTANT project is men erin geslaagd dit te bewerkstelligen. Door 78 metingen van vier milliseconde pulsars in de nieuwe navigatiesoftware in te voeren kon men de locatie van NICER met een nauwkeurigheid van minder dan 10 km bepalen.

### XCOM
Als onderdeel van de experimenten met NICER is een snel modulerend röntgenapparaat ontwikkeld, de Modulated X-ray Source (MXS). Deze machine wordt gebruikt om een systeem van röntgencommunicatie (XCOM) te demonstreren. Nadat het goedgekeurd en geïnstalleerd was op het ISS heeft XCOM gecodeerde data verstuurd door pulsen van röntgenstraling aan het NICER platform te verzenden. Deze nieuwe techniek zou er toe kunnen leiden dat er technologieën ontwikkeld worden waarmee kanaalcapaciteit van 1 Gigabit in het gehele zonnestelsel plaats kan vinden. Röntgenstraling kan ook het hete plasmaschild van een ruimtevaartuig dat de aardse dampkring verlaat penetreren, iets wat met de huidige radiocommunicatie niet mogelijk is. Deze gerichte, energiezuinige en precieze vorm van datacommunicatie, waarmee gericht van bron naar doel kan worden verzonden, kan voor overheden en bedrijven interessant zijn. XCOM en MXS zijn in mei 2019 naar het ISS gebracht.

## Een paar mooie resultaten
In mei 2018 heeft NICER een röntgenpulsar ontdekt waarvan de omlooptijd de kortste ooit gevonden is. De pulsar en witte dwerg bleken een omloop van slechts 38 minuten te hebben en slechts zo'n 300.000 km van elkaar verwijderd te zijn.
Op 21 augustus 2019 heeft NICER de allerkrachtigste röntgenuitbarsting tot dusver waargenomen. Deze was afkomstig van neutronenster SAX J1808,4-3658, die zich ongeveer elfduizend lichtjaar verderop bevindt in het sterrenbeeld Boogschutter.
Met NICER heeft NASA lichtecho's kunnen bestuderen van een nabij stellair zwart gat, MAXI J1820+070, waardoor men de omringende accretieschijf dynamisch en nauwgezet heeft kunnen waarnemen.
Met de ongeëvenaarde röntgenmetingen van NICER heeft men de meest precieze en betrouwbare berekeningen gedaan voor de grootte van een pulsar, met een onzekerheid van minder dan 10%, iets wat met meetapparatuur op de aarde niet mogelijk is.